# Annoire
Annoire est une commune française située dans le département du Jura, la région culturelle et historique de Franche-Comté et la région administrative Bourgogne-Franche-Comté.

## Géographie
C'est la commune ayant la plus basse altitude de la région Franche-Comté et la plus occidentale du département du Jura.

### Climat
Pour des articles plus généraux, voir Climat de la Bourgogne-Franche-Comté et Climat du département du Jura.
En 2010, le climat de la commune est de type climat océanique dégradé des plaines du Centre et du Nord, selon une étude du Centre national de la recherche scientifique s'appuyant sur une série de données couvrant la période 1971-2000. En 2020, Météo-France publie une typologie des climats de la France métropolitaine dans laquelle la commune est exposée à un climat semi-continental et est dans la région climatique Bourgogne, vallée de la Saône, caractérisée par un bon ensoleillement (1 900 h/an), un été chaud (18,5 °C), un air sec au printemps et en été et des vents faibles.
Pour la période 1971-2000, la température annuelle moyenne est de 10,8 °C, avec une amplitude thermique annuelle de 17,7 °C. Le cumul annuel moyen de précipitations est de 887 mm, avec 11,7 jours de précipitations en janvier et 7,9 jours en juillet. Pour la période 1991-2020, la température moyenne annuelle observée sur la station météorologique de Météo-France la plus proche, « Pagny-le-chateau », sur la commune de Chamblanc à 12 km à vol d'oiseau, est de 11,7 °C et le cumul annuel moyen de précipitations est de 802,0 mm. 
La température maximale relevée sur cette station est de 39,6 °C, atteinte le 7 août 2003 ; la température minimale est de −17,8 °C, atteinte le 20 décembre 2009,,.
Les paramètres climatiques de la commune ont été estimés pour le milieu du siècle (2041-2070) selon différents scénarios d'émission de gaz à effet de serre à partir des nouvelles projections climatiques de référence DRIAS-2020. Ils sont consultables sur un site dédié publié par Météo-France en novembre 2022.

## Urbanisme

### Typologie
Au 1er janvier 2024, Annoire est catégorisée commune rurale à habitat dispersé, selon la nouvelle grille communale de densité à sept niveaux définie par l'Insee en 2022.
Elle est située hors unité urbaine. Par ailleurs la commune fait partie de l'aire d'attraction de Dole, dont elle est une commune de la couronne,. Cette aire, qui regroupe 87 communes, est catégorisée dans les aires de 50 000 à moins de 200 000 habitants,.

### Occupation des sols
L'occupation des sols de la commune, telle qu'elle ressort de la base de données européenne d’occupation biophysique des sols Corine Land Cover (CLC), est marquée par l'importance des territoires agricoles (90,8 % en 2018), une proportion identique à celle de 1990 (90,8 %). La répartition détaillée en 2018 est la suivante : 
terres arables (85,2 %), zones urbanisées (4,3 %), milieux à végétation arbustive et/ou herbacée (3,9 %), zones agricoles hétérogènes (3,2 %), prairies (2,4 %), eaux continentales (0,9 %), forêts (0,1 %). L'évolution de l’occupation des sols de la commune et de ses infrastructures peut être observée sur les différentes représentations cartographiques du territoire : la carte de Cassini (XVIIIe siècle), la carte d'état-major (1820-1866) et les cartes ou photos aériennes de l'IGN pour la période actuelle (1950 à aujourd'hui).

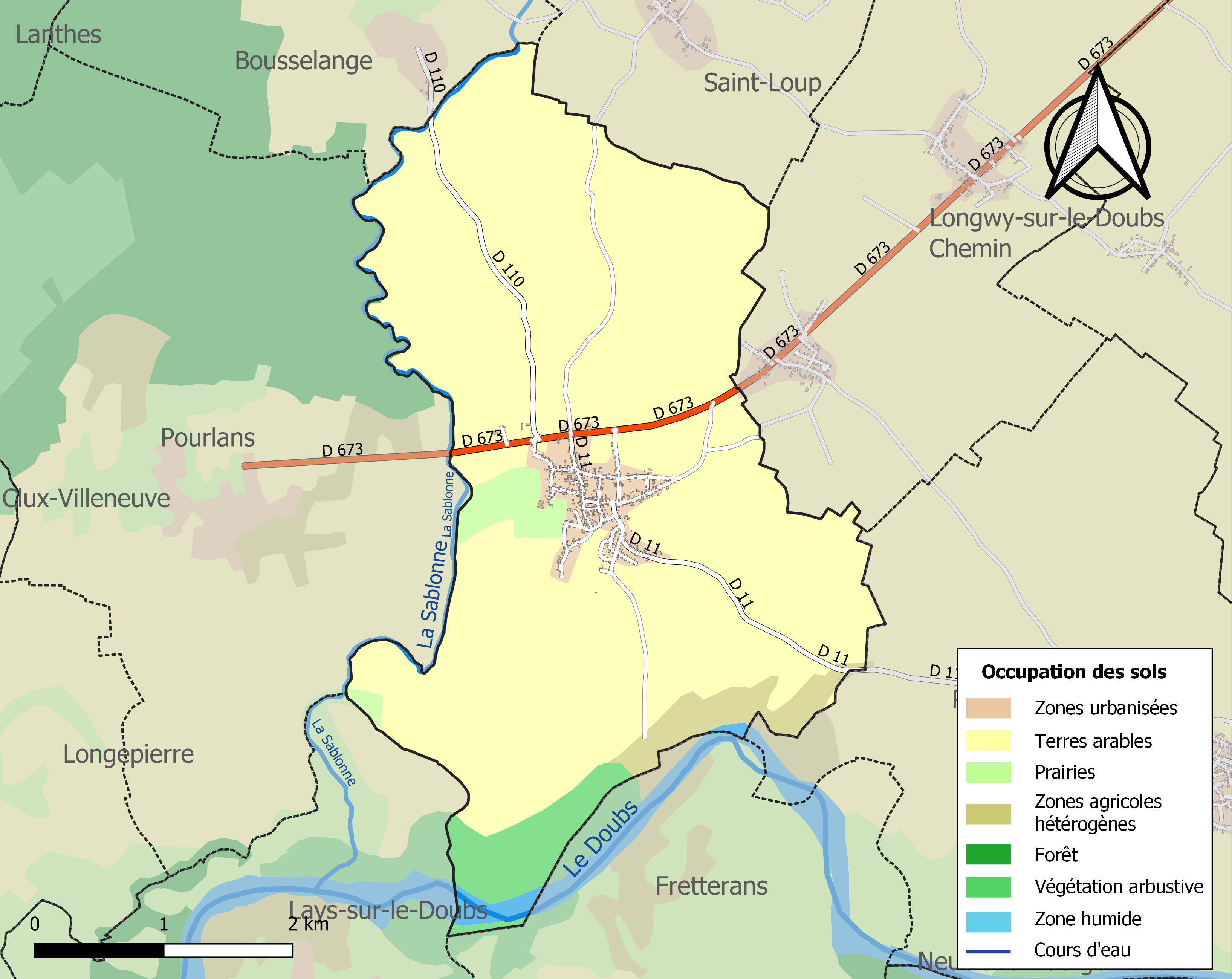
Carte des infrastructures et de l'occupation des sols de la commune en 2018 (CLC).

## Politique et administration
| Période                                  | Période   | Identité           | Étiquette | Qualité                                                                                         |
| ---------------------------------------- | --------- | ------------------ | --------- | ----------------------------------------------------------------------------------------------- |
|                                          | mars 2001 | Marcel Duc         | RPR       |                                                                                                 |
| mars 2001                                | En cours  | Christian Lagalice |           | Président de la fédération départementale des chasseurs, président de la communauté de communes |
| Les données manquantes sont à compléter. |           |                    |           |                                                                                                 |

## Démographie
L'évolution du nombre d'habitants est connue à travers les recensements de la population effectués dans la commune depuis 1793. Pour les communes de moins de 10 000 habitants, une enquête de recensement portant sur toute la population est réalisée tous les cinq ans, les populations de référence des années intermédiaires étant quant à elles estimées par interpolation ou extrapolation. Pour la commune, le premier recensement exhaustif entrant dans le cadre du nouveau dispositif a été réalisé en 2005.

En 2022, la commune comptait 423 habitants, en évolution de +11,61 % par rapport à 2016 (Jura : −0,81 %, France hors Mayotte : +2,11 %).
| 1793 | 1800 | 1806 | 1821 | 1831 | 1836 | 1841 | 1846 | 1851 |
| ---- | ---- | ---- | ---- | ---- | ---- | ---- | ---- | ---- |
| 802  | 835  | 793  | 958  | 982  | 925  | 946  | 920  | 921  |

| 1856 | 1861 | 1866 | 1872 | 1876 | 1881 | 1886 | 1891 | 1896 |
| ---- | ---- | ---- | ---- | ---- | ---- | ---- | ---- | ---- |
| 911  | 882  | 868  | 771  | 744  | 760  | 772  | 789  | 795  |

| 1901 | 1906 | 1911 | 1921 | 1926 | 1931 | 1936 | 1946 | 1954 |
| ---- | ---- | ---- | ---- | ---- | ---- | ---- | ---- | ---- |
| 724  | 708  | 654  | 584  | 586  | 546  | 560  | 521  | 518  |

| 1962 | 1968 | 1975 | 1982 | 1990 | 1999 | 2005 | 2006 | 2010 |
| ---- | ---- | ---- | ---- | ---- | ---- | ---- | ---- | ---- |
| 524  | 490  | 426  | 439  | 401  | 411  | 414  | 409  | 392  |

| 2015 | 2020 | 2022 | - | - | - | - | - | - |
| ---- | ---- | ---- | - | - | - | - | - | - |
| 382  | 417  | 423  | - | - | - | - | - | - |

## Culture locale et patrimoine

### Lieux et monuments
- Motte castrale (Xe s.), de 140 m de diamètre (l'une des plus grandes de la région), inscrite au titre des monuments historiques depuis 1995[17] ;
- Église Saint-Albin (XVIIe s.) ;
- Mairie (XIXe s.).

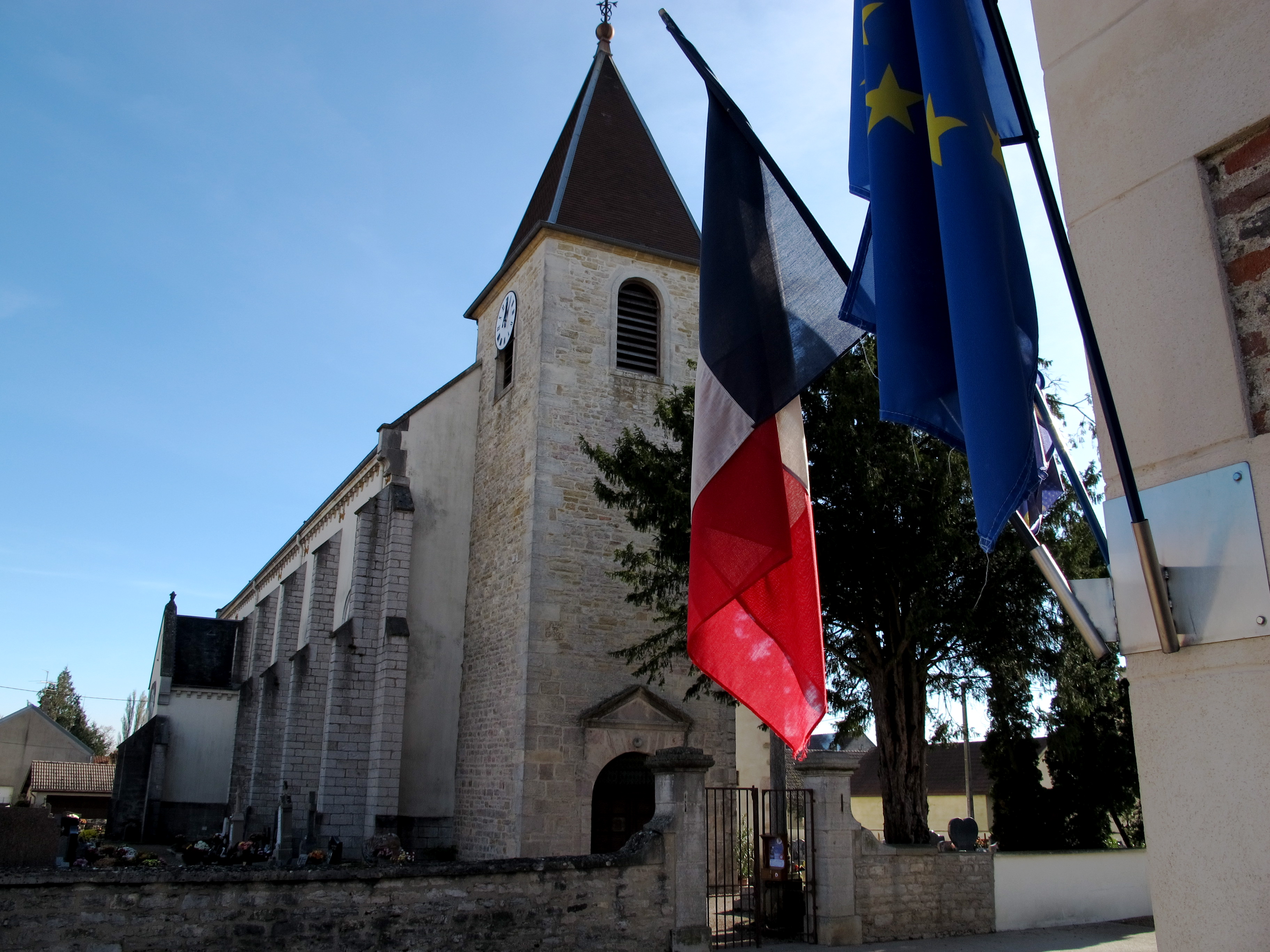
L'église Saint-Albin.
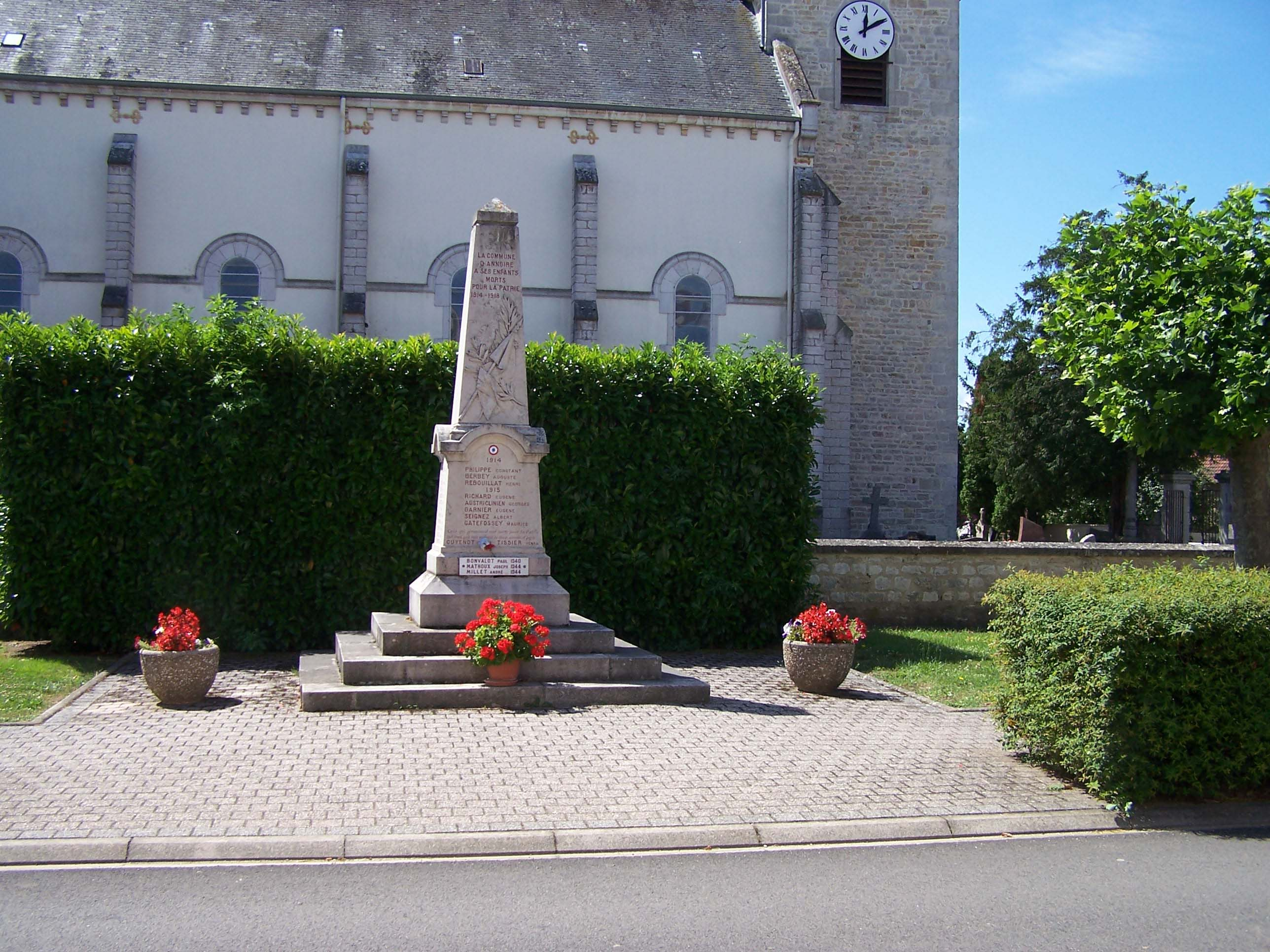
Le monument aux morts.

Le clocher de l'église a été partiellement restauré en 1869 par Jules Pageaux, charpentier de la commune. Deux cloches furent installées. L'une, Marie-Joséphine en 1869 et l'autre Anne-Claude en 1878. Cette église fut en grande partie reconstruite en 1901, puis consacrée en 1902 par l'évêque de Saint-Claude, Monseigneur Maillet.

### Personnalités liées à la commune
- Pierre Crapillet, né à Annoire, mort en novembre 1460, recteur de l'hôpital du Saint-Esprit de Dijon, traducteur au service du duc de Bourgogne Philippe le Bon ;
- Eugène Bataillon, biologiste et généticien français, né à Annoire ;
- Constant Chevillon, franc-maçon né à Annoire assassiné par la Milice française en 1944.

### Héraldique
| Blason de Annoire | Blason  | Coupé : au 1er d'azur semé de billettes d'or à un lion issant couronné du même, armé et lampassé de gueules, au 2d de sinople à un épi de blé d'or, la tige mouvant d'une divise ondée d'azur* en pointe. |
| Blason de Annoire | Détails | * Il y a là non-respect de la règle de contrariété des couleurs : ces armes sont fautives (azur sur sinople). Le statut officiel du blason reste à déterminer.                                            |